# جاك ديسلوريرز
جاك ديسلوريرز هو لاعب هوكي جليد كندي، ولد في 3 سبتمبر 1928 في مونتريال في كندا، وتوفي في 17 فبراير 2018.

## وصلات خارجية
- جاك ديسلوريرز على موقع دوري الهوكي الوطني (الإنجليزية)
- جاك ديسلوريرز على موقع EliteProspects.com (الإنجليزية)
- جاك ديسلوريرز على موقع HockeyDB.com (الإنجليزية)
- جاك ديسلوريرز على موقع Hockey-Reference.com (الإنجليزية)